# Bafing
|  | Per a altres significats, vegeu «riu Bafing». |

Bafing és una de les 31 regions de Costa d'Ivori. La seva capital és Touba. Té una superfície de 8.650 km² i segons el cens de 1998 té 191.146 habitants. La regió de Bafing és al nord-oest de Costa d'Ivori. Limita amb la República de Guinea a l'oest, amb la regió de Kabadoukou al nord, amb la regió de Worodougou a l'est i amb la regió de Tonkpi al sud.

## Demografia
L'evolució demogràfica de Bafing és:
| Any      | 1988    | 1998    | 2010    |
| -------- | ------- | ------- | ------- |
| Població | 107.886 | 148.813 | 205.339 |

## Departaments i municipis
La regió de Bafing està subdividida en tres departaments: Touba, Ouaninou i Koro.
A Bafing hi ha set municipis: Ouaninou, Touba (la capital), Koro, Borotou, Booko, Koonan i Guinteguela.

## Economia
Els sectors econòmics principals de la regió de Bafing són l'agricultura, el comerç, el transport, el turisme i la ramaderia.

### Agricultura
Els principals productes agraris de Bafing són el cafè, el cacau i els anacards.
A més a més, també cal destacar el cultiu dels arbres de cautxú i de les hortalisses: arròs, sorgo, blat de moro, cèsam, soja, mandioca, nyam, patata, ceba, pistatxo, etc.

## Turisme
Entre els principals atractius turístics hi ha:
- Mesquita de Ganhoué.
- Pedres escrites de Silasso Ganhoué
- Grutes de Toutié
- Mont Zaala
- Cascada de Mimbala
- Tomba del Walid Bakayoko Moussa a Koro

### Cultura immaterial i folklore
- Cançoners tradicionals de Bafin
- Els cossos de Gtasso, de Guenimazo i de Gouela
- Les màscares de Silakoro i de Yoh